# Max Abraham
Max Abraham (Danzica, 23 marzo 1875 – Monaco di Baviera, 16 novembre 1922) è stato un fisico e matematico tedesco, tra i primi ad occuparsi della teoria della relatività; lavorò in concerto con Tullio Levi-Civita ed Albert Einstein, operando soprattutto in Italia.

## Biografia
Allievo di Max Planck, fu dapprima professore di Meccanica razionale nel Regio Istituto Tecnico Superiore di Milano (il futuro Politecnico di Milano), tra il 1909 e il 1915, poi di Fisica nei politecnici di Stoccarda e Monaco di Baviera. I suoi lavori più importanti concernono l'elettrodinamica, specialmente si devono a lui notevoli progressi nello studio della dinamica dell'elettrone.

## Opere
- 1904-1905 – Theorie der Elektrizität (2 volumi)

## Pubblicazioni
- Abraham, M., Dynamik des Electrons, in Göttinger Nachrichten, 1902,  pp. 20-41.

- Abraham, M., Prinzipien der Dynamik des Elektrons, in Physikalische Zeitschrift, vol. 4, 1b, 1902,  pp. 57-62.

- Abraham, M., Prinzipien der Dynamik des Elektrons, in Annalen der Physik, vol. 10, 1902,  pp. 105-179.

- Abraham, M., Die Grundhypothesen der Elektronentheorie, in Physikalische Zeitschrift, vol. 5, 1904,  pp. 576-579.

- Abraham, M., Zur Theorie der Strahlung und des Strahlungsdruckes, in Annalen der Physik, vol. 14, 1904,  pp. 236-287 (archiviato dall'url originale l'11 giugno 2007).

- Abraham, M. & Föppl. A., Theorie der Elektrizität: Einführung in die Maxwellsche Theorie der Elektrizität, Leipzig, Teubner, 1904.

- Abraham, M., Theorie der Elektrizität: Elektromagnetische Theorie der Strahlung, Leipzig, Teubner, 1905.

- Abraham, M., Relativitaet und Gravitation. Erwiderung auf eine Bemerkung des Herrn A. Einstein, in Annalen der Physik, vol. 38, 1912,  pp. 1056-1058.

- Abraham, M., Nochmals Relativitaet und Gravitation. Bemerkungen zu A. Einsteins Erwiderung, in Annalen der Physik, vol. 39, 1912,  pp. 444-448.

- Abraham, M., Die neue Mechanik, in Scientia, vol. 15, 1914,  pp. 8-27. URL consultato il 9 settembre 2011 (archiviato dall'url originale il 14 luglio 2007).